# 天趣球

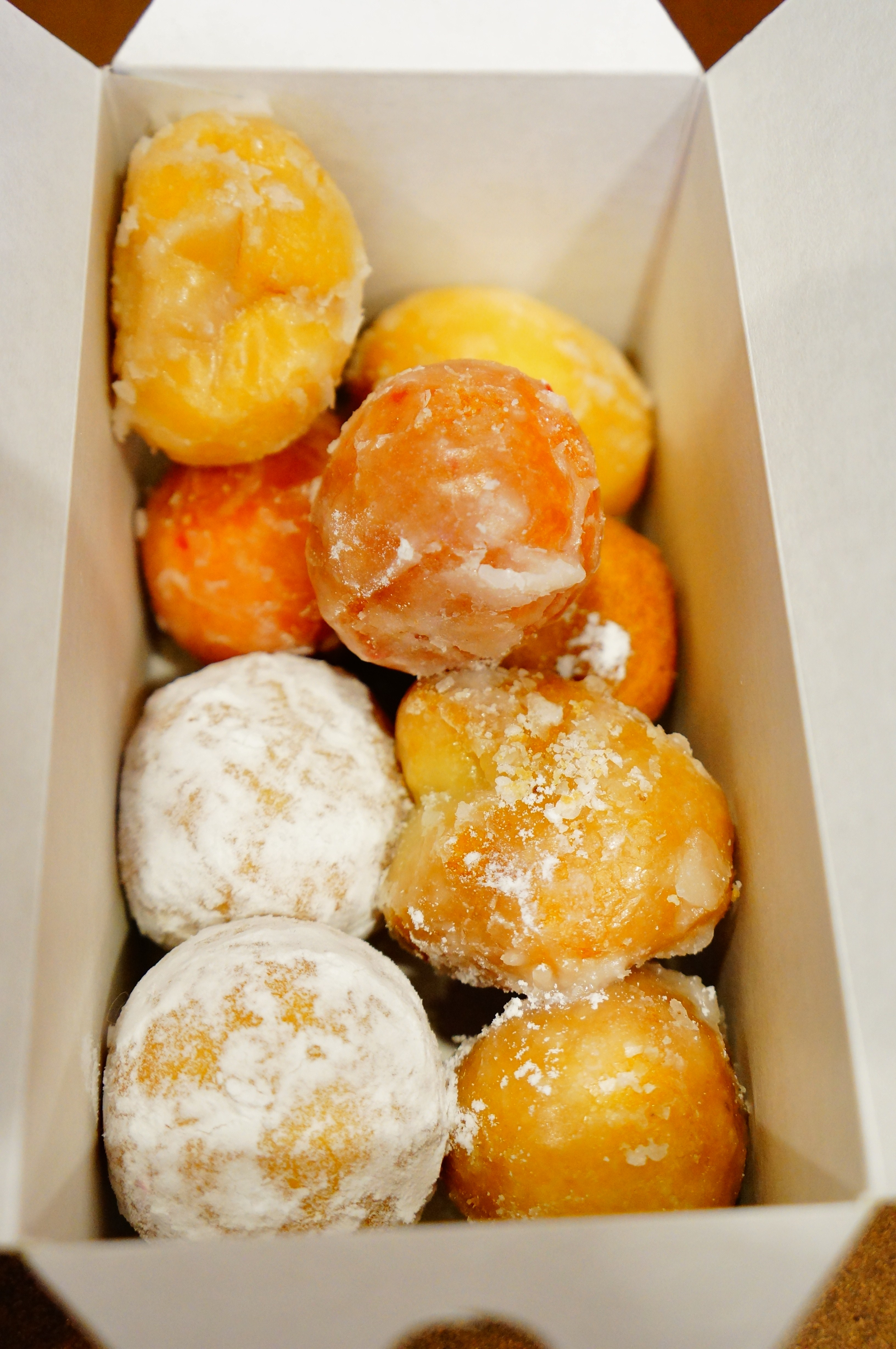
一盒天趣球

天趣球是加拿大连锁咖啡店蒂姆·霍顿斯出售的一款油炸球形甜品，于1976年4月上市。与传统的甜甜圈相比，天趣球体积较小，约3-4厘米，中间没有孔洞。天趣球有多种口味，包括但不限于巧克力、果冻、蜂蜜蘸酱、酸奶、蓝莓、草莓、覆盆子、柠檬、苹果酒、橘子、奶油焦糖、樱桃蛋糕、生日蛋糕、蜂蜜油、南瓜、烤椰子和油炸苹果等。